# SV Wulkaprodersdorf
| SV Wulkaprodersdorf      |                                         |
|                          |                                         |
| Gegründet:               | 1987                                    |
| Anzahl der Mannschaften: | 4                                       |
| Obmann:                  | Glavanich Johann                        |
| Vereinslokal:            | Rasthaus Wulkatal Ödenburgerstrasse 13b |
| Homepage:                | www.wulkaschach.at                      |
| Stand 1. Jänner 2017     |                                         |

Der SV Wulkaprodersdorf, in der Langform Schachverein Wulkaprodersdorf ist ein  Schachverein in der Marktgemeinde Wulkaprodersdorf im Burgenland. Der Verein gehörte von der Saison 2005/06 bis zur Saison 2017/18 der österreichischen Schachbundesliga an, wo er den dreimaligen Gewinn des Vizemeistertitels auf der Erfolgskarte stehen hat.

## Geschichte

### Die Gründungsjahre
Schon Ende 1986 gab es auf Initiative von Johann Kroyer erste Gespräche mit einigen Schachinteressierten betreffend die Gründung eines örtlichen Schachvereines, als Ergebnis wurde am 1. Jänner 1987 der Schachverein Wulkaprodersdorf gegründet. Die konstituierende Sitzung vom 30. Januar 1987 wählte den ersten Vorstand mit Präsident Leopold Semeliker, Obmannr Johann Kroje, Kassier Johann Glavanich, Schriftführer Josef Knapp und weiteren fünf Vorstandsmitgliedern. Seit 1989 führt Johann Glavanich den Verein, tatkräftig unterstützt vom stellvertretenden Obmann Josef Knapp. Dank Spenden einiger Geschäftsleute, der Gemeinde und immer mehr vom Allgemeinen Sportverband Österreichs konnte eine Grundausstattung an notwendigen Schachutensilien angeschafft werden. Gestützt auf diese finanzielle Grundlage wurde ständig erweitert und modernisiert, so wurden im Jahr 2000 erstmals elektronische Uhren in der Landesliga verwendet.
Im Frühjahr 1987 wurde in einem internen Turnier folgende Rangliste ermittelt:
1. Günter Selinger
2. Josef Knapp
3. Johann Glavanich
4. Ferdinand Wutschitz
5. Hans Gornik
6. Matthias Martinschitz
7. Leopold Semeliker
8. Dieter Glavanich

Mit diesem Kader wurde in der Meisterschaft 1987/88 der Spielbetrieb aufgenommen. Durch viele neue Spieler wurde es notwendig für das Spieljahr 1988/89 eine zweite Mannschaft zu nennen. Schon im dritten Jahr der Teilnahme an der Meisterschaft, also im Spieljahr 1989/90 konnte erstmals ein Meistertitel und der Aufstieg gefeiert werden. Viele weitere folgten, herausragend dabei war der Aufstieg In die Landesliga im Spieljahr 1999/2000 und der Titel des Burgenländischen Jugendmannschaftsmeisters im Jahr 2001. Die Aktivität der Vereinsspieler wird auch durch eine rege Teilnahme vieler Spieler bei diversen Turnieren aufgezeigt mit teilweise beachtlichen Erfolgen wie zum Beispiel dem Titel im B-Turnier des internationalen Turniers in Baden oder einigen Kategoriegewinnen.
Einige Spitzenspieler haben den Weg zum Verein gefunden, angeführt von Fidemeister Roland Schweda. Seinem Einsatz und Engagement ist es wesentlich zu verdanken, dass der Verein diese Stärke erreicht hat. Erstmals machte der Verein durch den Gewinn der burgenländischen Landesliga in der Saison 2003/04 auf sich aufmerksam. Damit stieg der SV Wulkaprodersdorf in die 2. Bundesliga Ost auf.

### Aufstieg in die Bundesliga
Bereits in der Folgesaison 2004/05 gelang dem Verein die große Sensation, denn die Wulkaprodersdorfer, die den zweitniedrigsten Elo-Durchschnitt aller Mannschaften aufwiesen, steigerten sich in einen wahren Spielrausch und sicherten mit einem halben Brettpunkt Vorsprung vor dem SK Baden den Meistertitel. Der Erfolg war umso bemerkenswerter, da er ohne Legionäre erzielt wurde. Der Spielerkader der Meistermannschaft setzte sich wie folgt zusammen: IM Norbert Sommerbauer (6,0 Punkte / 11 Punkte), FM Roland Schweda (6,0/11), FM Helmut Kummer (6,0/11), MK Herbert Rudolf (6,0/11), MK Andreas Kremsner (7,5/11), Peter Steinwender (2,0/6), Peter Hacker (2,5/4) und Franz Wild (0,5/1).
In der Bundesliga konnte allerdings auf den Einsatz von Legionären nicht mehr verzichtet werden. Mit dem Slowaken Tomáš Likavský, dem Deutschen Rainer Polzin und dem Tschechen Radek Kalod wurden drei spielstarke Großmeister zur Verstärkung der Mannschaft verpflichtet. Dennoch waren die Österreicher Roland Schweda, mit 9,5 von 11 möglichen Punkten, und Norbert Sommerbauer, mit 8,5 von 11 möglichen Punkten, in der Aufstiegssaison 2005/06 die effizientesten Spieler. Am Ende verpasste der SV Wulkaprodersdorf nur um einen einzigen Brettpunkt gegenüber dem Union Styria Graz den Meistertitel.
Dennoch hatte der SV Wulkaprodersdorf allen Grund zu jubeln, denn die zweite Mannschaft qualifizierte sich durch den Gewinn des burgenländischen Landesmeistertitels für die 2. Bundesliga Ost, womit der Verein in den beiden höchsten Ligen vertreten war. Allerdings sollte diese Freude nur ein Jahr andauern, denn am Ende der Saison 2006/07 stieg die zweite Mannschaft wieder ab.
Für die erste Mannschaft ging der Erfolgslauf weiter. Auch die Saison 2006/07 schloss der SV Wulkaprodersdorf als Vizestaatsmeister ab, womit sich der Verein endgültig als Spitzenteam im österreichischen Schachgeschehen etablierte. Zwar gab es in der Saison 2008/09, als der SV Wulkaprodersdorf nur am neunten Platz erreichte und damit nur knapp dem Abstieg entging, einen kleinen Einbruch, doch bewiesen die Plätze zwei in der Saison 2010/11 und drei in der Saison 2011/12 wieder erfgangen hat.
Zur Saison 2018/19 zog der Verein seine erste Mannschaft aus der Bundesliga zurück.
In der Saison 2009/10 holte sich die zweite Mannschaft neuerlich den burgenländischen Landesmeistertitel, der mit dem Aufstieg in die 2. Bundesliga Ost verbunden war. Doch auch diesmal sollte die Freude darüber nicht lange anhalten, denn mit Ende der Saison 2011/12 musste die zweite Mannschaft wieder absteigen.

## Eingesetzte Bundesligaspieler
Diese Tabelle listet alle in der Schach-Bundesliga eingesetzten Spieler des SV Wulkaprodersdorf samt deren Abschneiden auf. Spieler, die zwar auf der Kaderliste standen, jedoch nicht zum Einsatz kamen, sind in dieser Liste nicht enthalten.
| Legende: | P   | = Punkte                             | SP  | = Spiele                  |
|          | GM  | = Großmeister                        | IM  | = Internationaler Meister |
|          | FM  | = FIDE-Meister                       | WGM | = Großmeister der Frauen  |
|          | WIM | = Internationaler Meister der Frauen | WFM | = FIDE-Meister der Frauen |

| Titel | Spieler                  | Nationalität | 2005/06 2. Platz | 2005/06 2. Platz | 2006/07 2. Platz | 2006/07 2. Platz | 2007/08 5. Platz | 2007/08 5. Platz | 2008/09 9. Platz | 2008/09 9. Platz | 2009/10 5. Platz | 2009/10 5. Platz | 2010/11 2. Platz | 2010/11 2. Platz | 2011/12 3. Platz | 2011/12 3. Platz | 2012/13 8. Platz | 2012/13 8. Platz | 2013/14 3. Platz | 2013/14 3. Platz | 2014/15 7. Platz | 2014/15 7. Platz | 2015/16 3. Platz | 2015/16 3. Platz | 2016/17 | 2016/17 |
| Titel | Spieler                  | Nationalität | P                | SP               | P                | SP               | P                | SP               | P                | SP               | P                | SP               | P                | SP               | P                | SP               | P                | SP               | P                | SP               | P                | SP               | P                | SP               | P       | SP      |
|       | Dennes Abel              | Deutschland  | –                | –                | –                | –                | –                | –                | –                | –                | –                | –                | –                | –                | 6                | 8                | 1,5              | 4                | –                | –                | 0                | 3                | 2,5              | 4                |         |         |
| GM    | Rafał Antoniewski        | Polen        | –                | –                | –                | –                | –                | –                | –                | –                | –                | –                | 4                | 7                | 5                | 11               | 4,5              | 11               | 6,5              | 11               | –                | –                | –                | –                |         |         |
| GM    | Dávid Bérczes            | Ungarn       | –                | –                | –                | –                | –                | –                | –                | –                | –                | –                | 3,5              | 6                | 1,5              | 3                | –                | –                | –                | –                | –                | –                | –                | –                |         |         |
| WFM   | Veronika Exler           | Österreich   | –                | –                | –                | –                | –                | –                | –                | –                | –                | –                | –                | –                | 0,5              | 2                | –                | –                | –                | –                | –                | –                | –                | –                |         |         |
| GM    | Gergely Antal            | Ungarn       | –                | –                | –                | –                | –                | –                | –                | –                | –                | –                | –                | –                | –                | –                | –                | –                | 6                | 7                | 5,5              | 11               | 1,5              | 4                |         |         |
|       | Johann Glavanich         | Österreich   | –                | –                | –                | –                | –                | –                | –                | –                | –                | –                | –                | –                | –                | –                | –                | –                | –                | –                | 0                | 1                | –                | –                |         |         |
| GM    | Radek Kalod              | Tschechien   | 2                | 3                | 3,5              | 8                | 3                | 4                | 4                | 7                | –                | –                | –                | –                | –                | –                | –                | –                | –                | –                | –                | –                | –                | –                |         |         |
| WIM   | Anna-Christina Kopinits  | Österreich   | –                | –                | –                | –                | 1,5              | 3                | 1,5              | 4                | 1,5              | 5                | 1                | 1                | 0,5              | 2                | –                | –                | –                | –                | –                | –                | –                | –                |         |         |
| GM    | Martin Krämer            | Deutschland  | –                | –                | –                | –                | 1                | 3                | –                | –                | 4,5              | 8                | 3                | 11               | 1,5              | 4                | 4,5              | 7                | –                | –                | –                | –                | 2,5              | 4                |         |         |
| GM    | Tomáš Likavský           | Slowakei     | 6                | 11               | 7                | 11               | 5,5              | 11               | 4                | 11               | 6                | 11               | –                | –                | –                | –                | –                | –                | –                | –                | –                | –                | –                | –                |         |         |
| GM    | Andrij Maksymenko        | Ukraine      | –                | –                | –                | –                | –                | –                | –                | –                | –                | –                | –                | –                | –                | –                | 3                | 7                | 5                | 11               | 1,5              | 4                | 3                | 7                |         |         |
| GM    | Hrant Melkumjan          | Armenien     | –                | –                | –                | –                | –                | –                | –                | –                | –                | –                | –                | –                | –                | –                | –                | –                | 6                | 11               | –                | –                | 2                | 4                |         |         |
| FM    | Florian Mesaros          | Österreich   | –                | –                | –                | –                | –                | –                | –                | –                | –                | –                | –                | –                | –                | –                | –                | –                | –                | –                | 8                | 10               | 4                | 7                |         |         |
| GM    | Jewhen Miroschnytschenko | Ukraine      | –                | –                | –                | –                | 0,5              | 4                | 6,5              | 11               | 2,5              | 4                | 2                | 3                | –                | –                | –                | –                | –                | –                | –                | –                | –                | –                |         |         |
| GM    | Rainer Polzin            | Deutschland  | 4,5              | 11               | 7,5              | 11               | 7,5              | 11               | 6                | 11               | 5,5              | 11               | 5                | 11               | 5                | 11               | 4                | 11               | –                | –                | –                | –                | –                | –                |         |         |
| IM    | Hagen Poetsch            | Deutschland  | –                | –                | –                | –                | –                | –                | –                | –                | –                | –                | –                | –                | –                | –                | –                | –                | –                | –                | –                | –                | 1                | 3                |         |         |
| GM    | Péter Prohászka          | Ungarn       | –                | –                | –                | –                | –                | –                | –                | –                | –                | –                | 3,5              | 4                | –                | –                | –                | –                | –                | –                | –                | –                | –                | –                |         |         |
| GM    | Róbert Ruck              | Ungarn       | –                | –                | –                | –                | 4,5              | 10               | –                | –                | –                | –                | –                | –                | –                | –                | –                | –                | –                | –                | –                | –                | –                | –                |         |         |
| IM    | Ilja Schneider           | Deutschland  | –                | –                | –                | –                | –                | –                | –                | –                | 5,5              | 9                | 8,5              | 11               | 7                | 11               | 6                | 11               | 6                | 11               | 5,5              | 11               | 8                | 11               |         |         |
| FM    | Roland Schweda           | Österreich   | 9,5              | 11               | 5,5              | 11               | 3                | 6                | 5                | 11               | 7                | 11               | –                | –                | –                | –                | –                | –                | –                | –                | –                | –                | –                | –                |         |         |
| IM    | Norbert Sommerbauer      | Österreich   | 8,5              | 11               | 6                | 11               | –                | –                | –                | –                | –                | –                | –                | –                | –                | –                | –                | –                | –                | –                | –                | –                | –                | –                |         |         |
| IM    | Jan Michael Sprenger     | Deutschland  | 4                | 8                | 2                | 3                | 2                | 4                | –                | –                | –                | –                | –                | –                | –                | –                | –                | –                | –                | –                | –                | –                | –                | –                |         |         |
| IM    | Lars Thiede              | Deutschland  | –                | –                | –                | –                | –                | –                | –                | –                | –                | –                | 7                | 8                | 5,5              | 11               | 4                | 8                | 7,5              | 11               | 4,5              | 8                | 1,5              | 4                |         |         |
| IM    | Friedrich Karl Volkmann  | Österreich   | 4,5              | 11               | 9,5              | 11               | 6                | 10               | 4                | 11               | 3,5              | 7                | 2,5              | 4                | 2,5              | 3                | 4                | 7                | –                | –                | 3,5              | 7                | 6                | 10               |         |         |
| FM    | Joachim Wallner          | Österreich   | –                | –                | –                | –                | –                | –                | –                | –                | –                | –                | –                | –                | –                | –                | –                | –                | 3                | 4                | 4,5              | 11               | 5                | 8                |         |         |

## Erfolge
- Burgenländischer Landesmeister: 2004, 2006, 2010
- Meister 2. Bundesliga Ost: 2005